# فيليب بين
فيليب بين (بالإنجليزية: Philip Bean)‏ هو عالم جريمة بريطاني، ولد في 24 سبتمبر 1936.